# 蛇魚
蛇魚主要指潘鰍屬下的物種：
- 上眼潘鰍（學名：Pangio alternans，英文名：Borneo kuhli loach ）：是五種被稱為「蛇魚」中體型為最小的品種，但在水族市場上算是極為少見的「蛇魚」，體長可達6～7 cm，本種尾鰭基底上並沒有黑色大斑點和一片黑色，可由此法與其他三種蛇魚區分開來，但與Pangio sp. PAN03很難區分開來，極有可能是同一物種，只是分布在婆羅洲的不同河流域，僅分布於印尼的加里曼丹。
- 庫勒潘鰍（學名： Pangio kuhlii，英文名：True kuhli loach、Kuhli loach、Coolie loach）：是五種被稱為「蛇魚」中體型為最大的品種，體長可達12 cm，是最常被水族市場上認可為「蛇魚」的通用學名，但是實際上水族市場最常見的居多是半帶潘鰍，本種僅分布在印尼淡水流域中而已，來自泰國和馬來西亞的個體紀錄並非本種，但本種與半帶潘鰍在印尼蘇門答臘東南部的分布地上有重疊[1]。
- 邁爾潘鰍（學名：Pangio myersi，英文名：Myer's kuhli loach、Myer's loach）：體長可達10公分，分布於中南半島的湄公河和泰國東南部，本種尾鰭會是完全一片黑色或一個很大的黑色基底斑塊與一條一條接近端位的黑色橫帶或斑點的列從黑色基底斑塊向尾底突出。
- 半帶潘鰍（學名： Pangio semicincta，英文名：Half banded kuhli loach）：體長可達10公分，在水族市場上經常被錯誤標記為庫勒潘鰍，分布地為馬來半島、婆羅洲、印尼蘇門答臘，本種與庫勒潘鰍在印尼蘇門答臘東南部的分布地上有重疊[1]。

- Pangio sp. PAN03： 據說是還尚未被描述的蛇魚品種，體長可達6～7cm，在水族市場上算是不常見的「蛇魚」，本種尾鰭基底上並沒有黑色大斑點和一片黑色，與上眼潘鰍幾乎非常近似，難以區分有何不同，實際上極有可能是同一物種，只是分布在婆羅洲的不同河流域，通常都是被標記為上眼潘鰍，據說分布於印尼的加里曼丹南部。[2]